# 천분율

천분율(千分率) 또는 퍼밀(영어: per mille, per mil, per mill, permil, permill, permille)은 수를 1000과의 비로 나타내는 방법으로 기호는 ‰이다. 주로 해수의 염분의 농도, 철도의 경사(구배) 등을 나타낼 때 사용되고 있다.

## 같이 보기
- 백분율
- 만분율
- ppm